# Josimar Lima
Josimar Lima (São Vicente, 2 augustus 1989) is een voormalig Kaapverdisch-Nederlands profvoetballer die bij voorkeur inzetbaar was als verdediger.

## Clubcarrière
Lima werd geboren op het Kaapverdische eiland São Vicente, maar groeide op in Rotterdam. Hij stroomde door vanuit de jeugd van Willem II, waar hij in het seizoen 2008/09 voor het eerst met enige regelmaat deel uitmaakte van de selectie. Vooral in de voorbereiding op dat seizoen stelde toenmalig trainer Andries Jonker hem regelmatig op. Tot een officieel debuut kwam het in die tijd niet. Ook in de voorbereiding op het seizoen 2009/2010 kwam hij regelmatig in actie, met name omdat Danny Schenkel nog uit de roulatie was met een blessure. Lima was daarna achter Arjan Swinkels, Bart Biemans en Danny Schenkel de vierde optie centraal achterin. Hoewel hij regelmatig als reserve op de bank zat, duurde het nog even voordat hij zijn debuut mocht maken. Door een blessure van Schenkel en afwezigheid van Biemans, debuteerde Lima op zondag 8 november in de hoofdmacht van Willem II, op dat moment actief in de Eredivisie. Hij speelde de hele wedstrijd uit tegen NAC Breda (4-0 nederlaag). Het bleek een van drie competitiewedstrijden die hij in zijn tijd bij Willem II in het eerste mocht spelen.
Na een proefperiode tekende Lima op 4 juli 2011 een contract voor in eerste instantie twee seizoenen bij FC Dordrecht. Hiervoor speelde hij in 2,5 seizoen 65 wedstrijden in de Eerste divisie. Op 10 januari 2014 werd bekendgemaakt dat Lima vertrok naar Al-Shaab uit de Verenigde Arabische Emiraten, om te spelen onder coach Željko Petrović. Na een half jaar keerde hij terug naar FC Dordrecht. Dat was inmiddels gepromoveerd naar de Eredivisie, maar dat jaar volgde direct degradatie. Lima verlengde in juli 2015 zijn contract bij Dordrecht tot medio 2016. Hij ging spelen voor FC Emmen en promoveerde in 2018 met de club via de nacompetitie naar de Eredivisie. Zijn contract werd echter niet verlengd, en hij tekende in juli 2018 een contract tot eind december 2018 bij FC Lahti. Na afloop van zijn contract in Finland, keerde de clubloze verdediger terug naar Nederland. Begin maart 2019 trainde hij enkele dagen mee bij VVV-Venlo als mogelijke stand-in voor de ernstig geblesseerde Jerold Promes. Op 7 maart tekende hij er vervolgens een contract tot het einde van het seizoen met een optie voor nog een jaar. Die optie werd niet gelicht, waarna Lima in augustus 2019 aansloot bij ASWH en in de Tweede divisie ging spelen. Een jaar later vertrok de verdediger naar amateurclub SV Deltasport Vlaardingen. Medio 2022 stapte hij over naar plaatsgenoot CION die getraind wordt door Ricky van den Bergh. In 2024 zette hij daar op 35-jarige leeftijd een punt achter zijn spelersloopbaan.

## Clubstatistieken
| Seizoen         | Club            | Competitie      | Competitie | Competitie | Beker | Beker | Playoff | Playoff | Totaal | Totaal |
| Seizoen         | Club            | Competitie      | Wed.       | Dlp.       | Wed.  | Dlp.  | Wed.    | Dlp.    | Wed.   | Dlp.   |
| --------------- | --------------- | --------------- | ---------- | ---------- | ----- | ----- | ------- | ------- | ------ | ------ |
| 2008/09         | Willem II       | Eredivisie      | 0          | 0          | 0     | 0     | —       | —       | 0      | 0      |
| 2009/10         | Willem II       | Eredivisie      | 1          | 0          | 0     | 0     | 0       | 0       | 1      | 0      |
| 2010/11         | Willem II       | Eredivisie      | 2          | 0          | 0     | 0     | —       | —       | 2      | 0      |
| 2011/12         | FC Dordrecht    | Eerste divisie  | 23         | 1          | 2     | 0     | —       | —       | 25     | 1      |
| 2012/13         | FC Dordrecht    | Eerste divisie  | 30         | 5          | 3     | 0     | 2       | 1       | 35     | 6      |
| 2013/14         | FC Dordrecht    | Eerste divisie  | 12         | 0          | 0     | 0     | 0       | 0       | 12     | 0      |
| 2014            | Al-Shaab Club   | UAE Liga        | 11         | 0          | 0     | 0     | —       | —       | 11     | 0      |
| 2014/15         | FC Dordrecht    | Eredivisie      | 20         | 1          | 2     | 0     | —       | —       | 22     | 1      |
| 2015/16         | FC Dordrecht    | Eerste divisie  | 15         | 1          | 0     | 0     | —       | —       | 15     | 1      |
| 2016/17         | FC Emmen        | Eerste divisie  | 30         | 1          | 0     | 0     | 4       | 0       | 34     | 1      |
| 2017/18         | FC Emmen        | Eerste divisie  | 6          | 0          | 1     | 0     | 2       | 0       | 9      | 0      |
| 2018            | FC Lahti        | Veikkausliiga   | 9          | 0          | 0     | 0     | —       | —       | 9      | 0      |
| 2018/19         | VVV-Venlo       | Eredivisie      | 2          | 0          | 0     | 0     | —       | —       | 2      | 0      |
| Carrière totaal | Carrière totaal | Carrière totaal | 161        | 9          | 10    | 0     | 8       | 1       | 179    | 10     |

## Interlandcarrière
Lima debuteerde in 2010 in het Kaapverdisch voetbalelftal, waarmee hij deelnam aan het Afrikaans kampioenschap voetbal 2013. In 2014 speelde hij tweemaal een interland in het kwalificatietoernooi voor het Afrikaans kampioenschap voetbal 2015.

### Interlandstatistieken
| Interlands van Josimar Lima voor Kaapverdië | Interlands van Josimar Lima voor Kaapverdië | Interlands van Josimar Lima voor Kaapverdië | Interlands van Josimar Lima voor Kaapverdië | Interlands van Josimar Lima voor Kaapverdië | Interlands van Josimar Lima voor Kaapverdië |
| №                                           | Datum                                       | Wedstrijd                                   | Uitslag                                     | Competitie                                  | Goals                                       |
| Als speler van Willem II                    | Als speler van Willem II                    | Als speler van Willem II                    | Als speler van Willem II                    | Als speler van Willem II                    | Als speler van Willem II                    |
| ------------------------------------------- | ------------------------------------------- | ------------------------------------------- | ------------------------------------------- | ------------------------------------------- | ------------------------------------------- |
| 1                                           | 16 november 2010                            | Kaapverdië – Guinee-Bissau                  | 2 – 1                                       | Vriendschappelijk                           | 0                                           |
| Als speler van FC Dordrecht                 |                                             |                                             |                                             |                                             |                                             |
| 2                                           | 14 november 2012                            | Kaapverdië – Ghana                          | 0 – 1                                       | Vriendschappelijk                           | 0                                           |
| 3                                           | 15 november 2014                            | Kaapverdië – Niger                          | 3 – 1                                       | Kwalificatie Afrika Cup                     | 0                                           |
| 4                                           | 19 november 2014                            | Zambia – Kaapverdië                         | 1 – 0                                       | Kwalificatie Afrika Cup                     | 0                                           |